# Syngnathus tenuirostris
Syngnathus tenuirostris, noto in italiano come pesce ago musolungo, è un pesce osseo marino della famiglia Syngnathidae.

## Distribuzione e habitat
Questa specie è diffusa e comune nel mar Adriatico e nel mar Nero. Presente ma rara nel mar Mediterraneo, soprattutto nel Golfo del Leone. Segnalata occasionalmente nel mar Ligure e nel mar Tirreno. Dato che è molto facile confonderlo con il pesce ago comune è relativamente sconosciuta la sua reale distribuzione, ad esempio non è certa la sua presenza nel mar Nero.
Popola acque basse e frequenta soprattutto le praterie e i fondali ricchi di vegetazione, sia duri che molli.

## Descrizione
Molto simile al pesce ago comune da cui si distingue soprattutto per il muso più lungo (il muso è da 7 a 9 volte più lungo in  S. tenuirostris e da 4 a 7 volte in S. acus). Il capo presenta una gibbosità dietro l'occhio (differenza con Syngnathus taenionotus , anch'esso comune in Adriatico).
Il colore è marrone chiaro o scuro, spesso con anelli più scuri lungo il corpo.
Può raggiungere circa 40 cm di lunghezza.

## Biologia
Ignota, probabilmente simile a quella di Syngnathus acus.

## Pesca
Occasionale. Non ha alcun valore alimentare.